# 比利亚拉尔沃
比利亚拉尔沃，是西班牙卡斯蒂利亚-莱昂萨莫拉省的一个市镇。 总面积22平方公里，总人口1649人（2001年），人口密度75人/平方公里。